# 馬切伊·加諾斯
馬切伊·加諾斯（波蘭語：Maciej Gajos；1991年3月19日—）是一位波蘭足球運動員。在場上的位置是攻擊型中場。他現在效力於波蘭足球甲級聯賽球隊喬治羅尼亞比亞韋斯托克足球俱樂部。他也代表波蘭國家足球隊參賽。